# 大膽號驅逐艦
大膽號大型驱逐舰（法文：MNF L'Audacieux ，舷號：X102/ZF5），所屬第三、維琪法國與納粹德國海軍，是法国海军在1930年代建造的6艘空想級驅逐艦之一，其按建造工程编号为2号舰。同時，她是法國海軍中，第四艘名為大膽號的艦船。

## 服役經歷

### 戰爭之前
1931年11月16日大膽號由海軍集團位於洛里昂的的洛里昂工廠開始建造，隨後在1934年3月15日下水，最後於1935年11月27日服役。1935年12月4日，她與巡洋艦埃米爾•貝爾坦號和艦炮潛艦絮庫夫號一起，從布雷斯特前往法属安的列斯，代表法國海軍參加殖民三百周年活動。中途停靠於瓜德罗普的皮特尔角城和馬提尼克的法兰西堡。
1936年5月1日，與姊妹艦可怖號、空想號與本艦共同編入第10輕型師。至於本級的另外三艘，即惡毒號、不屈號和凱旋號則加入第8輕型師，整級則共同分發到位在布雷斯特的第二輕型中隊（2eme Escadre légère），並與其他的驅逐編隊整合在一起。
1936年5月30日，時任法國總統阿尔贝·勒布伦為海軍學院的新大樓揭幕，並順路視察海軍， 空想級除凱旋號以外（當時凱旋號尚未服役），都在視察的範圍內。1937年1月15日至2月26日期間，隨第二輕型中隊巡航至法屬西非的科納克里。5月27日，海軍部長阿爾方斯•加斯尼爾-杜帕克（Alphonse Gasnier-Duparc）檢閱這支艦隊，這時視察範圍才包含凱旋號。1937年4月12日，第10輕型師被整編成第10驅逐隊（10e Divisions de Contre-Torpilleurs）。此外，大膽號曾短暫擔任第二輕型中隊的旗艦（自1938年8月9日至11月7日）。

### 二戰初期
随后在1939年9月波蘭戰役爆发时，所有空想级大型驱逐舰全部被编入法国海军突袭舰队（Force de Raid），主要任务对抗德国海军，狩猎破交艦隊及突围舰。10月10日，該艦隊接到一項任務，內容是：隊伍改名為X艦隊（Force X），並前往法屬西非的達喀爾停泊。在艦隊抵達後，與英軍的競技神號航空母艦，還有自己國內的敦刻尔克级史特拉斯堡號和重巡洋艦阿爾及利亞號合作，一同追尋德軍的斯佩伯爵號，直到10月30日結束。隨後11月7 - 13日，又轉往中大西洋搜索德軍商船。11月18日，奉命護送本家戰艦返回法國本土，並稍作歇息。

### 法國投降
1940年4月底，再度跟隨隊伍出航，與敦刻爾克級一同駐防法屬阿爾及利亞的凱比爾港，目的是以免義大利加入二戰。6月10日義大利向法國宣戰後，同月12-13日，她們為己國巡洋艦護航，前往西地中海進行獵殺義大利艦艇的任務，但是失敗。23-24日，大膽號加入將人員從法國本土疏散至法屬北非的船隊。隨後，在24日的第二次贡比涅停战协定簽署下，法國投降。7月3日，在英軍襲擊凱比爾港後，護送當時沒逃出來的法國艦船前往土伦。

### 維琪法國
由於其停泊的地方屬於維琪法國的國土，於是變為所屬維琪法國的海軍艦艇（也因為這樣，本級除了凱旋號，都被收編於維琪法國的海軍艦隊）。1940年8月，在法屬赤道非洲大部分地區（除了加彭）宣布只承認自由法國後，納粹指使維琪法國派遣大膽號和她的姐妹艦，護送一支由三艘巡洋艦組成的部隊前往達喀爾整備，然後前往幾內亞灣，以恐嚇殖民地不要叛變，這個艦隊被稱為 Y 艦隊（Force Y）。Y 艦隊於當年9月9-12日中途停泊於卡薩布蘭卡，最後於19日抵達達喀爾（途中由於巡洋艦的油裝的不夠，折返回去卡薩布蘭卡）。

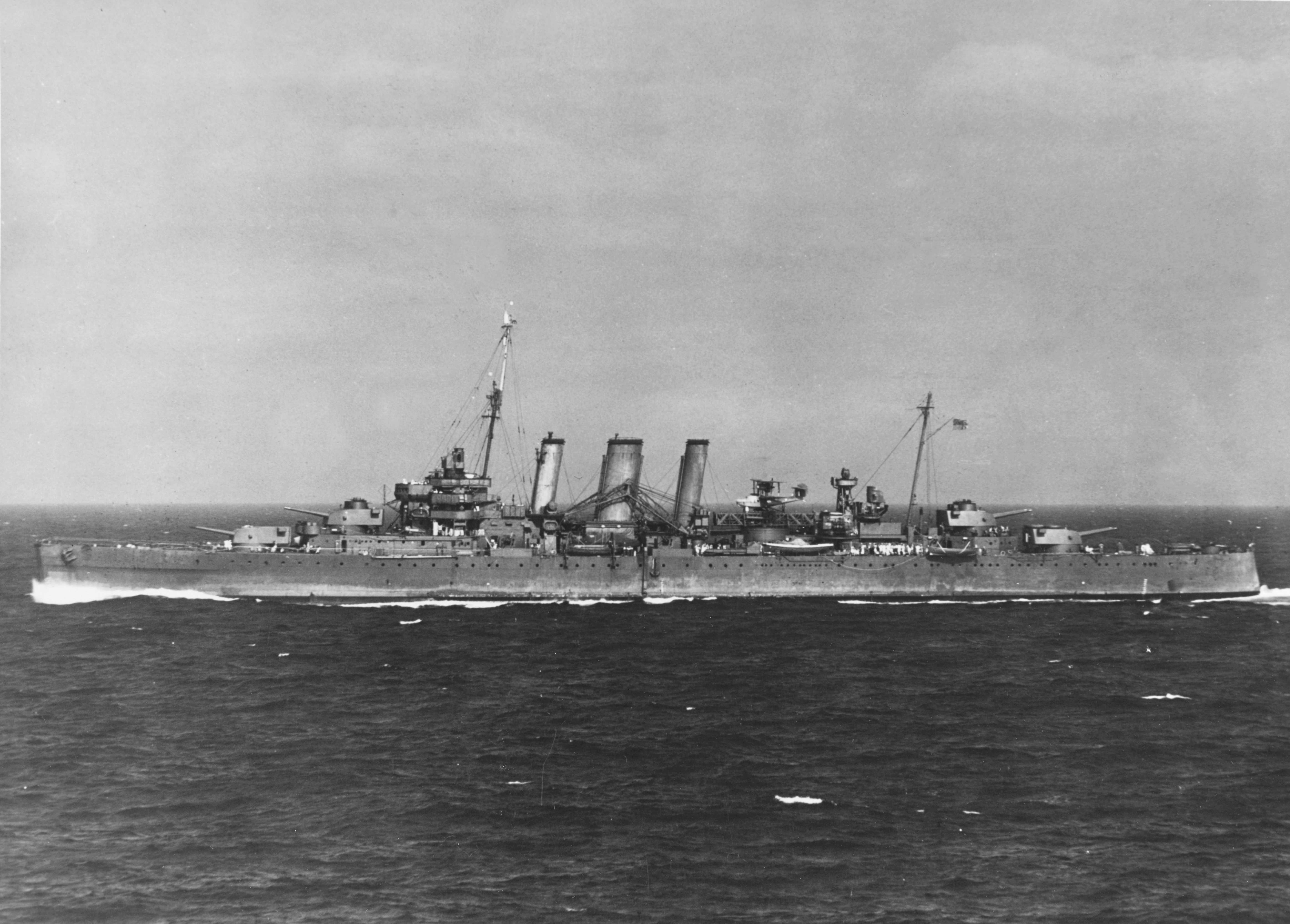
1942年的澳大利亞號

當得知有支維琪法國艦隊要前往達卡，由自由法國的夏爾·戴高樂將軍帶領的艦隊也隨即前往當地，並於9月23日抵達；在嘗試勸降無果後，便開始了達喀爾戰役。大膽號與當場戰役中的其他驅逐艦（如惡毒號）一樣，為己方巡洋拉起煙幕，以隱藏己軍炮火，還有隱藏具體位置。結果自己的位置是隱藏了，卻也使自己看不見敵軍的位置；所以大膽號被指使去煙幕外找尋英軍的位置。理所當然地，她就成為了英軍傾瀉火力的目標。在向其攻擊的軍艦當中，澳大利亞海軍的澳大利亞號重巡洋艦對其造成的損傷最大，大膽號的艦橋被她的203毫米主砲摧毀，導致其艦上不僅發生火災，還失去了移動能力；最後擱淺於呂菲斯克的海邊。這場戰役導致大膽號失去81名船員。

### 載浮載沉
1941年3月11日，大膽號被打撈起來，並進行簡單的維修。隨後，1942年8月7日，她靠自己的力量前往突尼西亞的比塞大，並於22日抵達該地。在那邊，她進行大規模整修。於此同時（12月8日），德軍進駐維琪法國的土地。由於大膽號沒有及時鑿沉，所以她的所屬權，從原本的「維琪法國」，變成的「納粹德國」。因此，大膽號變成了德國艦艇，並且舷號變為ZF-5。
然而，1943年5月7日，由於在北非戰場的失利，納粹放棄這個港口。為了不要留戰利品給敵人，納粹毀了這個港口，包含正在船塢裡整修的大膽號。隨著艦載炸彈的爆炸，大膽號再度沉沒於水中。12月14日，大膽號被盟軍打撈起來。可是她的損傷之重，技師被推定為全損軍艦。無奈之下，大膽號剩餘的可用部件，被自由法國拿去作為可佈號、空想號，及凱旋號的維修部件。最後，1947年8月，大膽號的可用部件於原地，即比塞大，被拆解殆盡；並於隔年8月，將剩餘船體移動至斯法克斯作為廢品出售。

## 資料來源
1. ↑  Whitley 2000，第42頁.
2. ↑  Jordan & Moulin 2015，第208,210頁.
3. ↑  Jordan & Moulin 2015，第138–139、214–215頁.
4. ↑  Jordan & Moulin 2015，第208, 213頁.
5. ↑  CLAUSUCHRONIA 2013.
6. ↑  Jordan & Moulin 2015，第218頁.
7. ↑  Jordan & Moulin 2013，第69頁.
8. ↑  Jordan & Moulin 2015，第177-178頁.
9. ↑  Rohwer，第7頁.
10. ↑  Jordan & Moulin 2015，第221-223、231、333頁.
11. ↑  Jordan & Moulin 2013，第184頁.
12. ↑  Jordan & Moulin 2015，第233-234頁.
13. ↑  Rohwer，第42頁.
14. ↑  Jordan & Moulin 2015，第234-235頁.
15. ↑  Jordan & Moulin 2015，第235頁.
16. ↑  Jordan & Moulin 2015，第260、274-275頁.
17. ↑  Chesneau，第268-269頁.
18. ↑  WorldWarTwo 2004.